# Praça de Touros Monumental de Lourenço Marques
Praça de Touros Monumental de Lourenço Marques também conhecida como a Praça de Touros de Maputo, em Maputo é uma das 8 Praças em África, juntamente com Tânger, Luanda, Melilha, Uchda, Villa Sanjurjo e Oran. Foi inaugurada em 31 de agosto 1956, durante a visita do então presidente português Francisco Craveiro Lopes.
Ricardo Chibanga, o primeiro toureiro africano negro, viu corridas aqui como criança.
Em 19 de Julho de 1969, o Governador Geral de Moçambique Baltasar Rebelo de Sousa presenciou uma corrida nesta praça.
Com a independência nacional, o edifício perdeu a sua função e foi desocupado, apesar de até 2002 ainda ser palco para espetáculos, o último dos quais foi a observação de um eclipse total do sol.
A partir desta data a degradação do edifício acelerou, sendo hoje um albergue de pessoas sem teto e marginais ou um mercado informal no qual se destaca o sector automóvel, tanto oficinas de reparação como de venda de peças.

## Planos de Requalificação
A requalificação do edifício foi anunciada várias vezes, mas nunca passou de um mero elemento de propaganda eleitoral. O primeiro plano foi anunciado em 2003, prometendo transformá-lo em Centro Cultural Municipal. Em 2008 foi realizado um concurso e até anunciado um vencedor para a sua transformação em Praça Municipal de Cultura, Negócios e Serviços. Em 2020 o governo nacional prometeu transformar a praça num recinto para a prática desportiva e cultural.